# 2005年摩尔多瓦议会选举
摩尔多瓦于2005年3月6日举行议会选举。选举结果是摩尔多瓦共和国共产党人党获胜，赢得议会101个席位中的56个席位。